# Клан Мерсер
Клан Мерсер – (шотл. – Clan Mercer) – один з кланів Шотландії. Нині клан не має вождя, визнаного герольдами Шотландії, тому цей клан в Шотландії вважається «кланом зброєносців».

## Гасло клану
«Crux Christie Nostra Corona» - «Наша корона – це хрест Христа».

## Емблема клану
Хрест «Ор».

## Історія клану Мерсер

### Походження
Назва клану Мерсер походить від французького слова mercier. Ця назва професії – так в давнину називали людей, які торгували тканинами.

### ХІІІ століття
Відомо два історичних документи, де клан Мерсер згадується вперше. Ці документи стосуються абатства Келсо і в них згадується Вільям Мерсер (шотл. - William Mercer) або ле Мерсер. Документи датуються 1200 роком.
У 1244 році Алеумнус Мерсер згадується в договорі між Англією та Шотландією щодо укладення миру, поруч з іншими двадцятьма трьома аристократами, що були учасниками переговорів короля Шотландії Олександра II та короля Англії Генріха III.  Алеумнус Мерсер також згадується в документах щодо земель Тіллікоултрі (шотл. – Tillicoultry), що в Клекманнанширі (шотл. – Clackmannanshire) поруч з Уолтером - сином Алана.
В англійських історичних документах є цікава історія щодо двох Мерсер, яка дозволяє розглянути з нової точки зору закони того часу. У 1279 році «невідома особа була поселена в Морпеті, Нортумберленд з Джеффрі і Вільямом Мерсерами з Шотландії. Незнайомець протягом ночі вкрав у них товарів на суму 30 шилінгів, і миттєво втік до Котінвуда, а потім Вільям знайшов його і вбив. З обидвох знято звинувачення. Вони можуть повернутися додому, якщо захочуть, але їх майно конфісковане." Мабуть, було цілком законно в той час в Англії та Шотландії переслідувати злодія і чинити над ним розправу, але вони порушили якісь особливості законодавства щодо переслідування і покарання злочинця.
Інший Мерсер – Дункан Мерсер згадується в документі 1272 року – він був свідком на судовому процесі, що відбувався в місті Абердин. Цей самий Дункан Мерсер був звідком при укладанні хартії Мартіна Ауріфабера у 1281 році.
У 1296 році Ваутер ле Мерсер - житель міста Монтроз, Бернар ле Мерсер - житель міста Перт і Австін ле Мерсер - житель міста Роксбург віддали данину королю Англії Едуарду I, підписавши присягу, що ввійшла в історію як документ «Рагман Роллс».

### Гілки клану Мерсер у XIV столітті
Відомо два давніх аристократичних роди, дві давніх гілки клану – Мерсес з Олді та Мерсес з Іннерпеффрі в Стратерн.
Гілка Мерсес з Олді була пов'язана з історією міста Перт.
Засновником цієї гілки був Томас Мерсес. У 1341 році Томас Мерсес отримав замовлення з Англії від короля Едуарда III – найняти людей і коней за гроші на службу Аквітанії, де в той час йшла війна. У другій половині XIV століття Джон Мерсер, що був багатим жителем міста Перт, мав вплив на владу і був проректором навчального закладу, в 1357, 1369, 1374, 1355 роках він був комісаром Перт. Він долучився до звільнення з полону короля Шотландії Давида II. Під час перемир'я в 1376 році Томас був узятий в полон англійцями, але був звільнений без викупу, що викликало незадоволення людей, які його в полоні утримували, бо вони знали про "незліченні багатства" Томаса Мерсеса.

### Клан Мерсер у літературі
Відомі старовинні вірші присвячені клану Мерсес:
«Стає все гірше на цій землі,
Клан Мерсес старіший, ніж старе місто Перт.»
Інший вірш - сатиричного характеру, теж стосується міста Перт (біля якого відбулась битва у 1396 році в якій клан Мерсес брав участь) на право склепу для поховання в церкві Святого Іоанна, в Перті:
"Народ говорить – клан Мерсес намагався місто обдурити,
Коли з двох дюймів вони виграти шість футів."